# フランク・ロイド・ライトの20世紀建築作品群
フランク・ロイド・ライトの20世紀建築作品群（フランク・ロイド・ライトの20せいきけんちくさくひんぐん）は、20世紀に活躍したアメリカの建築家、フランク・ロイド・ライトが手がけた8つの建築作品を対象とするアメリカ合衆国の世界遺産である。

## 登録対象
登録された遺産はすべてアメリカ合衆国内にある。
| 登録建造物                             | 英名                               | 設計年  | 建造年  | 所在                               |
| -------------------------------------- | ---------------------------------- | ------- | ------- | ---------------------------------- |
| ユニティー・テンプル                   | Unity Temple                       | 1905    | 1906-09 | イリノイ州オークパーク             |
| ロビー邸                               | Frederick C. Robie House           | 1908    | 1910    | イリノイ州シカゴ                   |
| タリアセン                             | Taliesin                           | 1911    | 1911-59 | ウィスコンシン州スプリンググリーン |
| バーンズドール邸（ホリーホック邸）     | Hollyhock House                    | 1918-21 | 1918-21 | カリフォルニア州ロサンゼルス       |
| 落水荘                                 | Fallingwater                       | 1935    | 1936-39 | ペンシルベニア州ミルラン           |
| ハーバート・キャサリン・ジェイコブス邸 | Herbert and Katherine Jacobs House | 1936    | 1936-37 | ウィスコンシン州マディソン         |
| タリアセン・ウェスト                   | Taliesin West                      | 1938    | 1938-   | アリゾナ州スコッツデール           |
| ソロモン・R・グッゲンハイム美術館      | Solomon R. Guggenheim Museum       | 1943    | 1956-59 | ニューヨーク州ニューヨーク         |

## 登録物件詳細

### ユニティー・テンプル
ユニティー･テンプルはライトが1889年から1909年にかけて暮らしていた街の西にある、シカゴ郊外のオークパークに建造された。碁盤目状の街割りの角地にあたる場所に位置し、メインロードのひとつに面している。オークパークのUnitarian Universalist Congregationのために建てられた。
ライトは内外装とともに内部すべての照明と家具も設計した。

### フレデリック・C・ロビー邸
シカゴ南部のシカゴ大学キャンパスの角に当たる部分に建つ。ライトなどが20世紀初頭に開発した草原様式で、開かれたリビングルームとセラーや貯蔵庫空間が非常に少ないことが特徴。

### タリアセン
ライトの母親一族所有の土地の上に、ライトの住居兼スタジオとして建てられた。タリアセン・ウェストが建てられた後は、夏のスタジオとして機能した。現在は建設当初の姿ではなく、2度の火災により大きく改装がなされている。

### バーンズドール邸（ホリーホック邸）
ハリウッドの東の端、オリーブヒルの頂上に建つ。

## ギャラリー

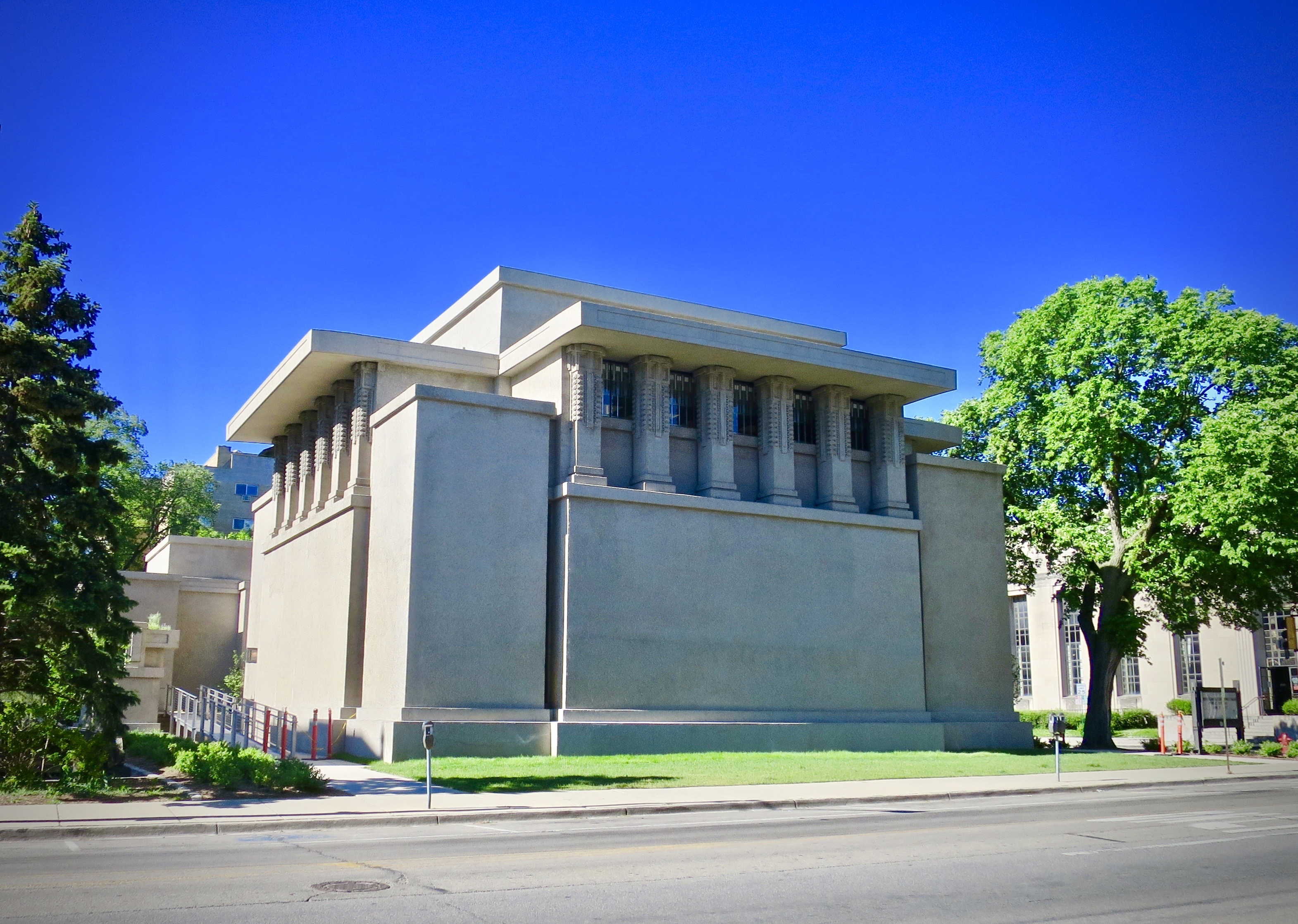
ユニティー・テンプル
フレデリック・C・ロビー邸
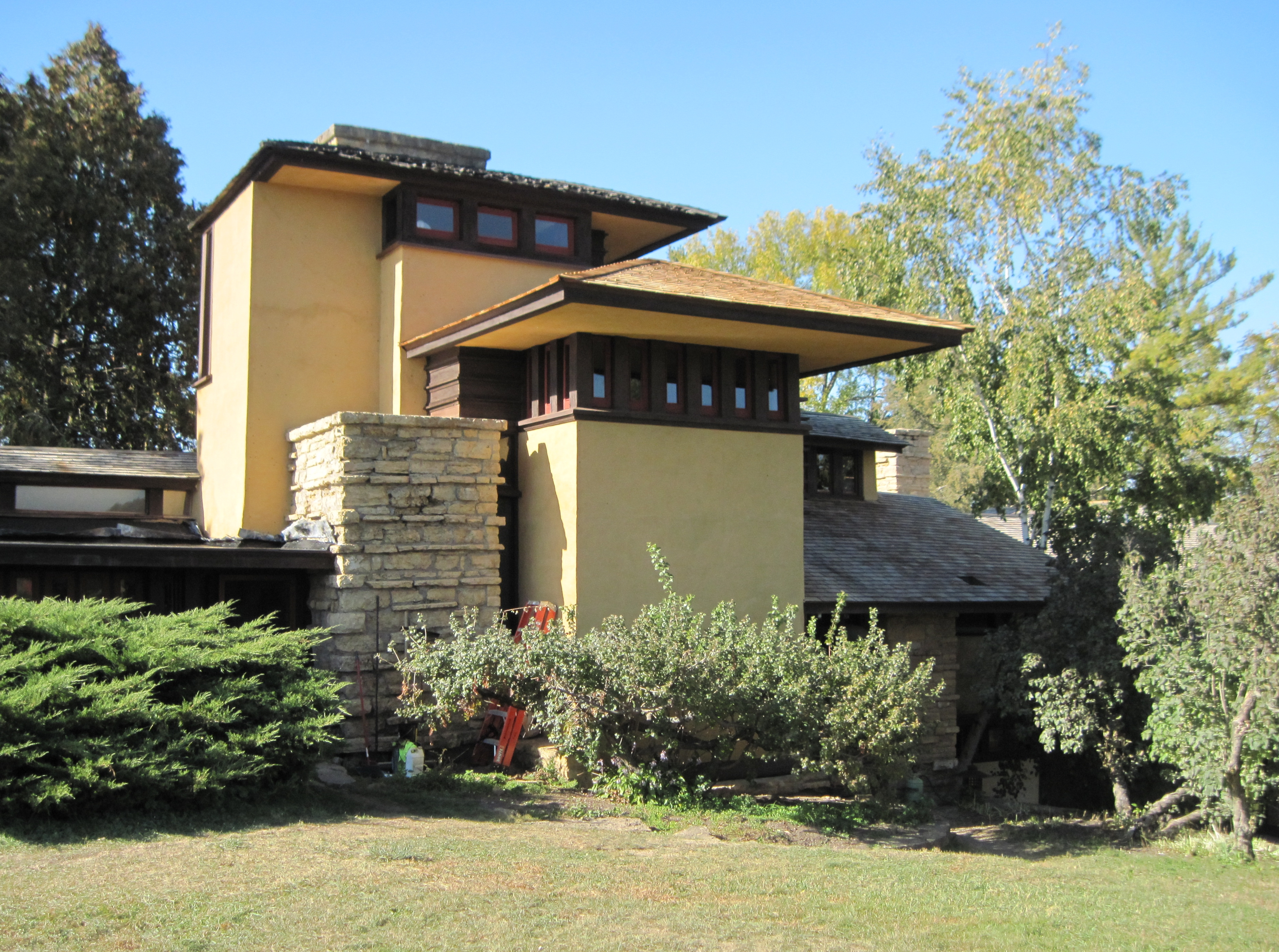
タリアセン
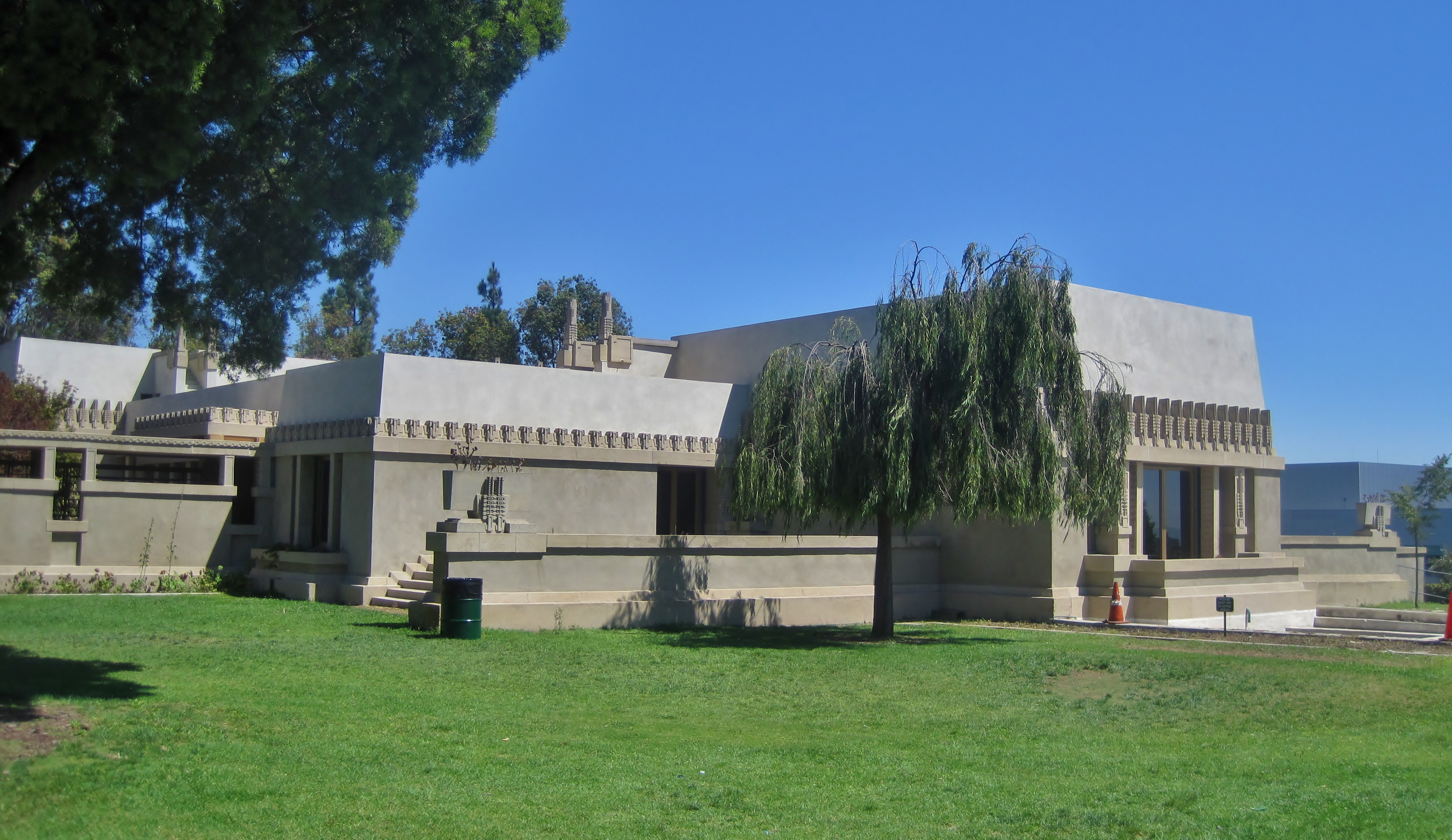
バーンズドール邸（ホリーホック邸）
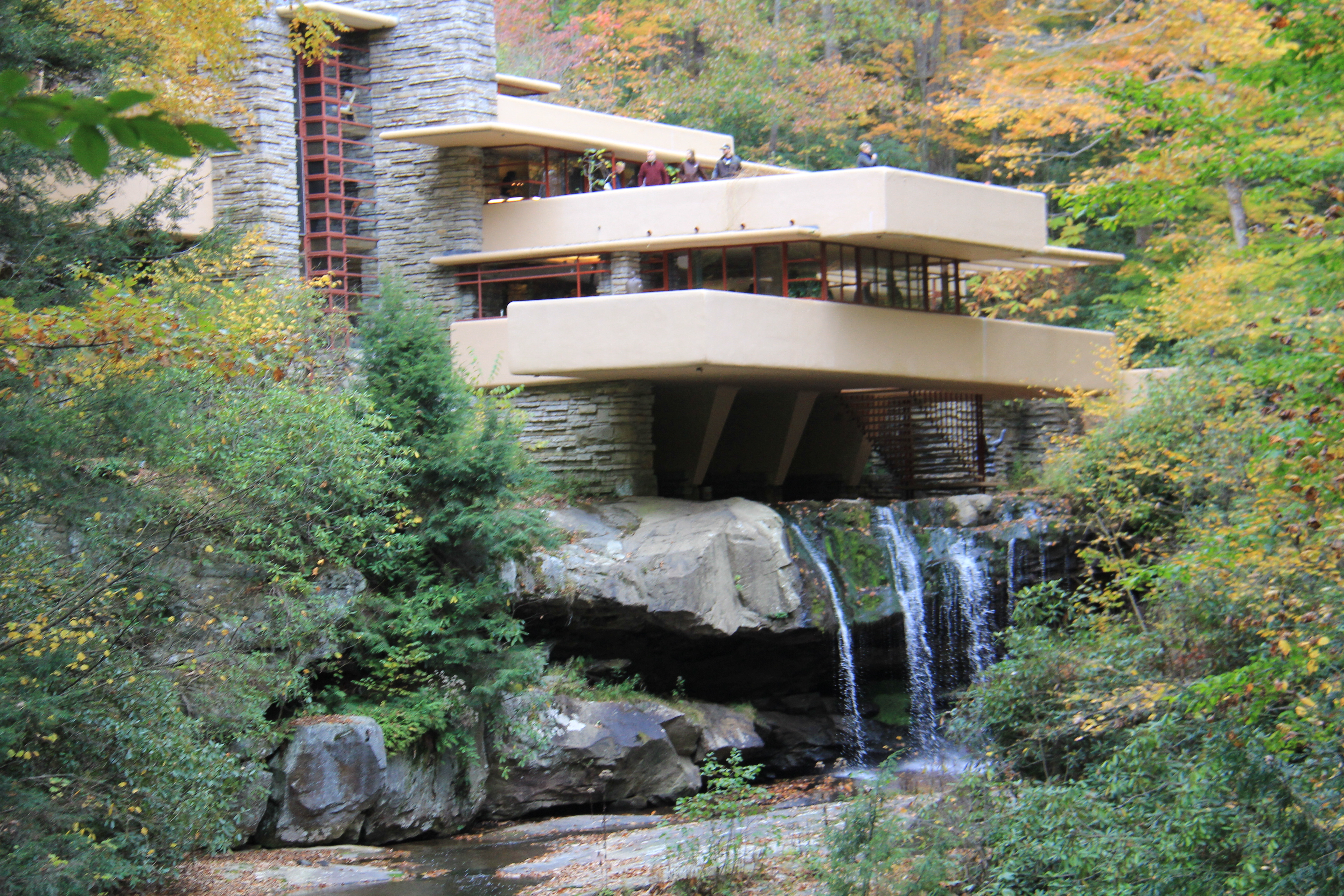
落水荘
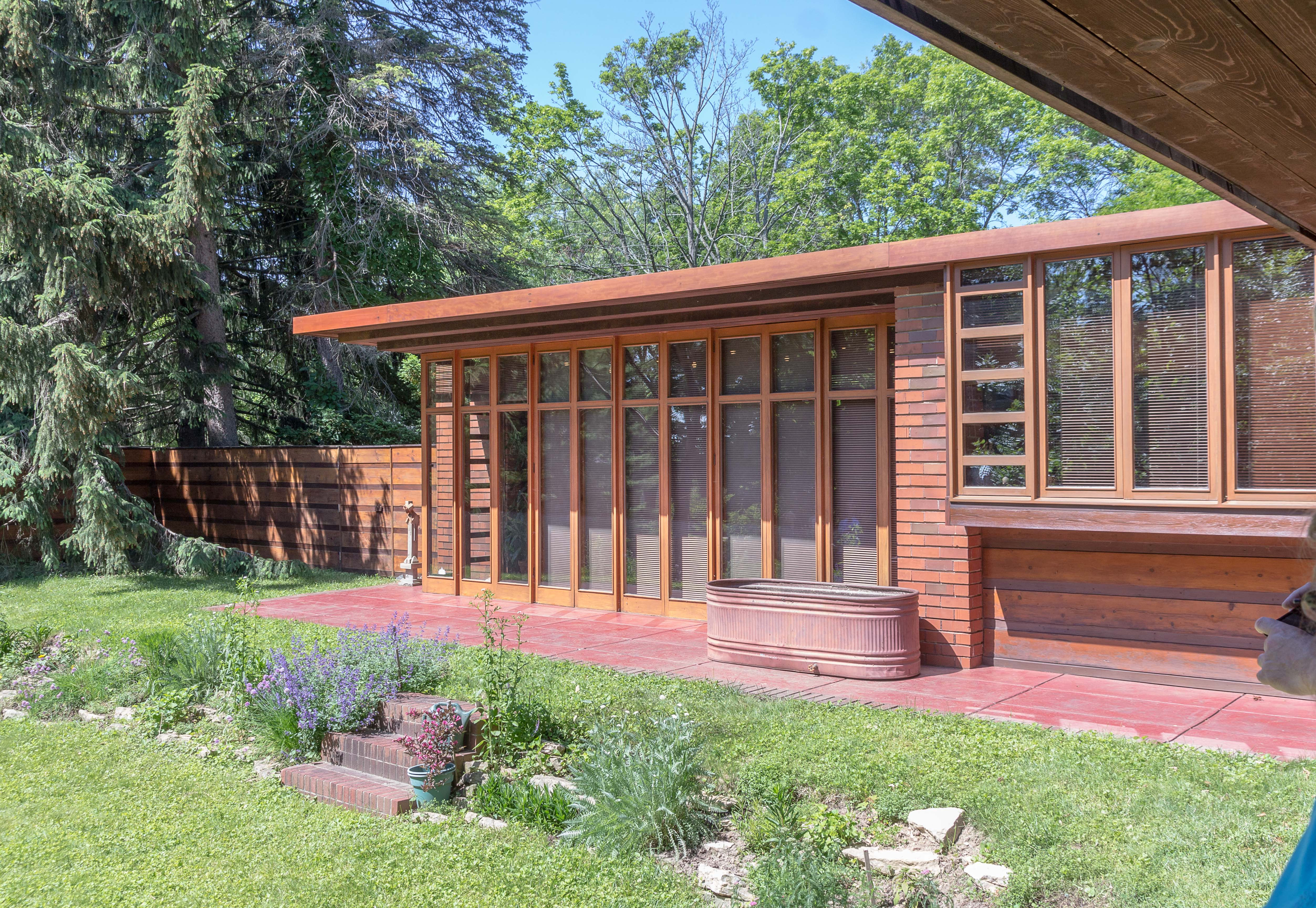
ハーバート・キャサリン・ジェイコブス邸
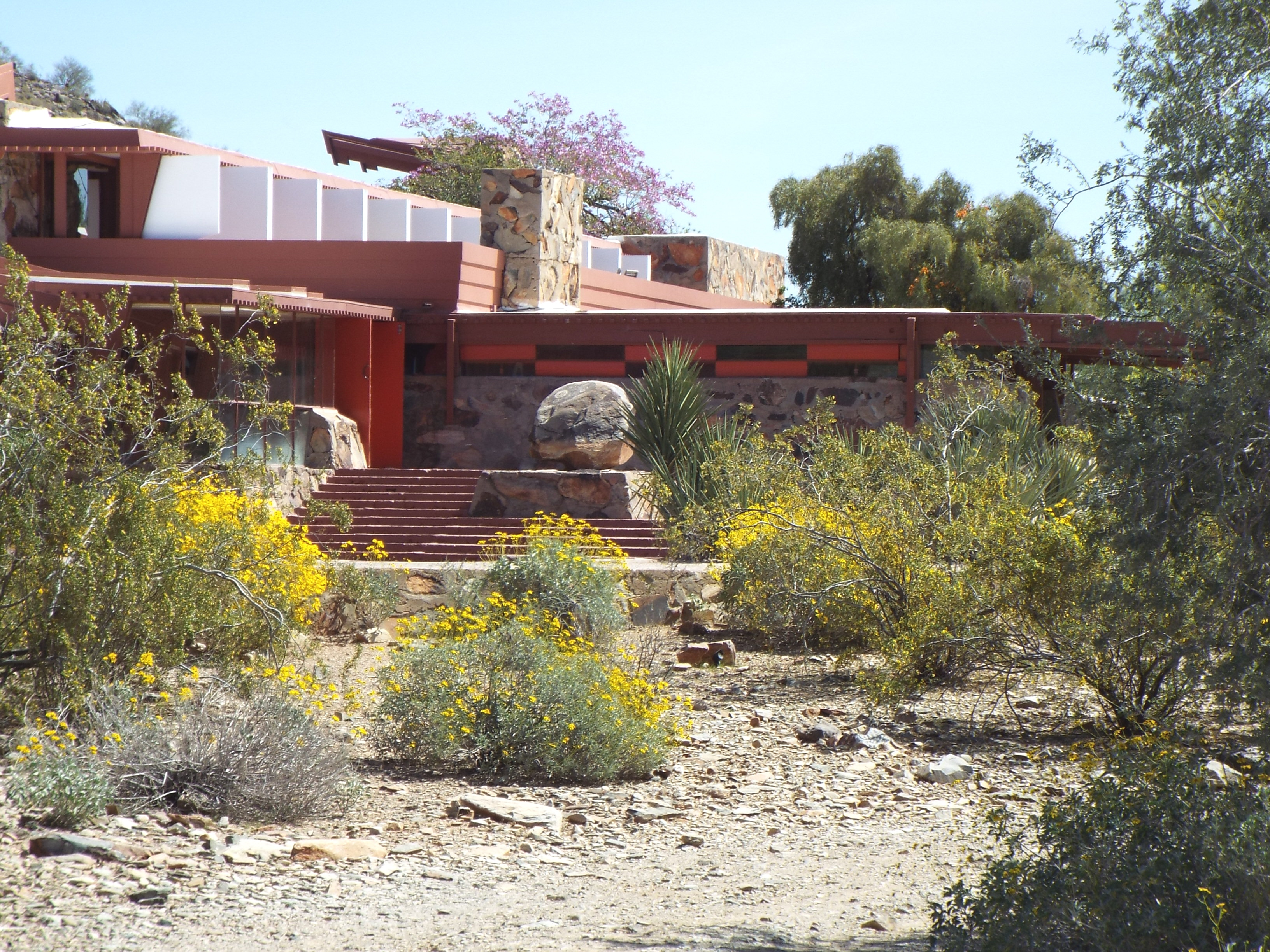
タリアセン・ウエスト
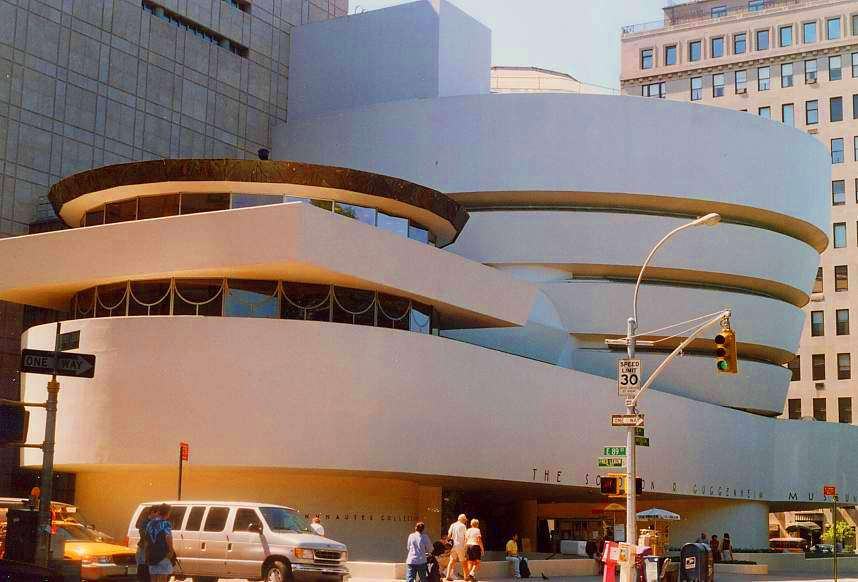
グッゲンハイム美術館

## 登録基準
この世界遺産は世界遺産登録基準のうち、以下の条件を満たし、登録された（以下の基準は世界遺産センター公表の登録基準からの翻訳、引用である）。
- (2) ある期間を通じてまたはある文化圏において、建築、技術、記念碑的芸術、都市計画、景観デザインの発展に関し、人類の価値の重要な交流を示すもの。

## 世界遺産委員会の評価
今回の登録は1994年にユネスコが示した世界遺産不均衡是正の指針「世界遺産リストの代表性、均衡性、信用性のためのグローバル・ストラテジー」に掲げられた一つである「20世紀の建築物」の登録推進によるもの（世界遺産#20世紀遺産参照）であるが、建築家個人の業績や人間性を顕彰するものではなく、あくまで世界遺産に求められる「顕著な普遍的価値」があること（ここでは登録基準ⅱの「建築の発展」を適用）を前提に、「連続的に多様展開する"ライトの空間"や、鋼鉄・コンクリートといった新素材の使用などを個人宅に採用する現代建築の嚆矢」として評価した結果としての代表作選であるという位置づけである。

## 今後の展開
ユネスコ世界遺産センターに提出した推薦書には、将来の拡張登録候補として6件の建築物が記載されており、その中には日本の旧山邑邸（現ヨドコウ迎賓館）も含まれている。ライトが提唱した「有機的建築」は浮世絵や折り紙、自然と人間の共生といった日本文化の影響をうけているとされることが知られているが、ライト作品と日本文化との関係の証明が山邑邸登録の要件となる。また、芦屋市の住宅街にあって緩衝地帯の設定や、登録後に観光客が大挙押しかけることで閑静な住環境が冒される観光公害への対策が図られなければご当地の理解と協力が得られない。

## 類似の世界遺産
20世紀の特定の建築家の名前を冠した世界遺産には次のものがある。（2019年現在）
- リートフェルトのシュレーダー邸（オランダ）

- 建築家ヴィクトル・オルタの主な都市邸宅群 (ブリュッセル)（ベルギー）

- アントニ・ガウディの作品群（スペイン）

- オーギュスト・ペレによって再建された都市ル・アーヴル（フランス）

- ルイス・バラガン邸と仕事場（メキシコ）

- ル・コルビュジエの建築作品-近代建築運動への顕著な貢献-（ドイツ・アルゼンチン・ベルギー・フランス・インド・日本・スイス）

また名前は明記されていないものの、20世紀の建築家の手による世界遺産は次の通りである。（2019年現在）
- ストックレー邸（ベルギー、ヨーゼフ・ホフマン設計）

- ブルノのトゥーゲントハット邸（チェコ、ミース・ファン・デル・ローエ設計）

- パンプーリャの近代建築群(ブラジル、オスカー・ニーマイヤー他設計)

- ブラジリア（ブラジル、オスカー・ニーマイヤー設計）

- シドニー・オペラハウス（オーストラリア、ヨーン・ウッソン設計）

- ハンブルクの倉庫街とチリハウスを含む商館街のうち、チリハウス（ドイツ、フリッツ・ヘーガー設計）